# Inuttut Oqaatsikka - mit sprog som menneske
Inuttut Oqaatsikka - mit sprog som menneske er en dansk dokumentarfilm fra 1997, der er instrueret af Karin Parbst efter manuskript af hende selv og Dorthe Korneliussen.

## Handling
Grønlands historie er også en historie om sprogets magt. Grønland er i dag et dobbeltsproget samfund. Selvom dansk er minoritetssprog i Grønland er det magtens sprog, og de, som ikke behersker dansk, har vanskeligt ved at tilegne sig information og få ledende stillinger. Magteliten er enten dansksproget eller dobbeltsproget. Men de yngre generationer af grønlændere taler hovedsageligt grønlandsk, og dermed afskæres en stor del af befolkningen også i fremtiden fra information og indflydelse. Filmen viser mennesker med forskellig sproglig baggrund, og de fortæller om sprogets betydning for deres arbejde, liv og identitet.